# 森はるか
森 はるか（もり はるか、1986年6月17日 -　）は日本の元タレント、元グラビアアイドル。元芸能事務所のマネージャー。
所属はアライブエンタテインメントだったが、2014年4月現在、同社のウェブサイトから森の名は消されており、消息不明である。

## 来歴・人物
かつてはヒスミープロモーションにてグラビアアイドルのマネージャーをしていた。「ミスマガジン2008」のオーディションにマネージャーとして行ったところスカウトされてエントリーし、セミファイナルまで勝ち残ったという異色のグラビアアイドルである。バストがGカップあるため「Gカップマネドル」として、マネージャー業をしながらタレント及びグラビアの仕事もこなしていた。
2011年7月1日、公式ブログにて無期限の芸能活動休止を発表、ヒスミー社を退社するとともに浅井企画との業務提携（提携開始時期不明）も解消した。
それから4ヵ月後の同年11月1日、新たな公式ブログにて芸能活動再開を発表。アライブ社に移籍後はタレント活動に専念していたが、前述の通り同社のウェブサイトから森の名が消されている。
なお、同姓同名の声優（青二プロダクション所属）や証券アナリスト（JPモルガン証券勤務）が存在するが、全くの別人である。

## 出演

### テレビ
- 得☆スマ（2008年12月28日、サンテレビ）
- オッチモ!「グラディエイター・ヤマザキ」（関西テレビ）
- 世界遺産の謎（2008年10月 - 12月、関西テレビ）- レギュラーナビゲーター
- プライスバラエティナンボDEなんぼ（2009年4月25日・5月2日・8月22日、関西テレビ）
- 森田一義アワー 笑っていいとも!（2009年5月7日・6月30日、フジテレビ）
- 志村屋です。（2009年5月20日、フジテレビ）-「志村診察室」ゲスト
- ジャイケルマクソン（2009年5月27日、MBSテレビ） - 「ジャイケルステキガールズコレクション 関西グラビアアイドル応援スペシャル!」ゲスト
- ビーバップ!ハイヒール（2009年5月28日 - 2011年7月7日 、ABCテレビ） - 準レギュラー
- あげテンッ（2009年6月4日・8月20日、東海テレビ）
- アサスマ!（2009年5月10日・5月31日、サンテレビ）
- よゐこ部（2009年6月30日・2010年9月14日、MBSテレビ）
- 大阪発!極上の旅!一度は泊まりたい7つの宿（2009年9月5日、テレビ大阪）
- 出撃!ハードロック団!!（2009年11月15日、MBSテレビ）
- ピーチ流! （2010年1月4日 -  2011年10月10日 、読売テレビ）
- WAYAYAあはっ!（2010年2月6日、メ〜テレ）
- ベリータ（2010年3月3日・4月28日・5月19日・26日、MBSテレビ）
- ランキンくえすと（2010年4月19日 - 4月22日 、関西テレビ）
- DRESS（2010年5月17日・31日、CBCテレビ） -  VERITaコーナー
- 堺日和（2010年7月2日・9月10日・12月10日 、関西テレビ）
- ナルハヤ!（2010年7月7日 - 2011年3月30日、MBSテレビ）
- キャくれ家（2010年8月13日、ABCテレビ） - マンスリーウドガール
- キャくらん（2010年8月13日 - 9月3日 、ABCテレビ） - マンスリーウドガール
- ランク王国（2010年9月11日、TBSテレビ）
- サンデージャポン（2010年9月26日、TBSテレビ）
- 全快はつらつコメディ お笑いドクター24時!!（2010年10月24日 、ABCテレビ）
- 情報満喫バラエティ 週末にしたい10のこと!（2012年1月13日 - 2月24日、日本テレビ）
- CONTACT CAFE C（2012年2月15日・22日 、メ〜テレ）
- 音龍門（2012年2月27日、日本テレビ） - 朗読少女
- くだまき八兵衛X（2012年5月3日 - 9月27日 、テレビ東京） - くだまきねーちゃん
- たべコレ（2012年7月8日・9月23日・12月23日・2013年2月10日、テレビ東京）
- 海外行くならこーでね〜と!（2012年9月22日、9月29日、テレビ東京）
- おはよう朝日です（2013年4月5日 - 10月28日、ABCテレビ） - リポーター

### ドラマ
- 僕の秘密★兵器（2009年11月6日　メ〜テレ） - 橘ちえみ 役
- ヨメ代行はじめました。（2013年2月14日 、関西テレビ） - マリン 役

### ラジオ
- ラジオでんでんタウン（2008年6月 - 2009年6月・2009年8月10日・17日、ラジオ大阪）- 3代目（2008年）女性パーソナリティー[1]
- よしもとオンライン大阪 よしもと○○同好会（2009年10月、MBSラジオ） - 月曜日10月アシスタント

### 映画
- 女神戦隊ヴィーナスファイブ（2009年、監督：山本俊輔） - 大空マユミ/イエローヴィーナス 役

### 舞台
- 元祖黒久1・1・1 第2回公演「はし」（2009年）

## 出演作品

### DVD
1. ヤングマガジンDVD「マガジンメイト森はるか」（2008年11月　リバプール）
2. ヤングマガジンDVD 「Gカップマネドル」（2009年7月　リバプール）
3. はるか奮闘記　（2009年10月　イーネット・フロンティア）
4. Sweet Candy　（2010年2月　竹書房）
5. ずっと、いっしょ。　（2010年5月　ラインコミュニケーションズ）
6. こんな妄想どーですか?　（2010年8月　アドバンスエージェンシー）
7. ラブ　アイランド　（2011年1月　ラインコミュニケーションズ）
8. 妄想届人〜キャッツはるか〜　（2011年6月　イーネット・フロンティア）
9. ただいま！森ちゃんです。　（2012年7月　イーネット・フロンティア）
10. HEAT（2013年5月、ラインコミュニケーションズ）
11. ふたりの日本橋（日本橋でんでんタウン公式イメージソング　CD&DVD）